# Broek (Het Hogeland)
Pour les articles homonymes, voir Broek.
Broek (en groningois : Brouk) est un hameau de la commune néerlandaise de Het Hogeland, situé dans la province de Groningue, près de Pieterburen.
Il appartient à la commune de De Marne avant le 1er janvier 2019, quand celle-ci est rattachée à Het Hogeland.